# La Estanzuela, Jalisco
La Estanzuela är en ort i Mexiko.   Den ligger i kommunen Teuchitlán och delstaten Jalisco, i den centrala delen av landet, 500 km väster om huvudstaden Mexico City. La Estanzuela ligger 1 264 meter över havet och antalet invånare är 2 199.
Terrängen runt La Estanzuela är platt söderut, men norrut är den kuperad. Runt La Estanzuela är det ganska tätbefolkat, med 129 invånare per kvadratkilometer. Närmaste större samhälle är Tala, 13,1 km öster om La Estanzuela. Omgivningarna runt La Estanzuela är en mosaik av jordbruksmark och naturlig växtlighet.